# 1990년 해태 타이거즈 시즌
1990년 해태 타이거즈 시즌은 해태 타이거즈가 KBO 리그에 참가한 9번째 시즌으로 김응용 감독이 팀을 이끈 8번째 시즌이다. 팀은 정규시즌 2위에 오르며 포스트시즌에 진출했다. 그러나 주전들의 부상으로 장타력 등 타선이 많이 약화되어 정규시즌 팀홈런이 78개로 7개 구단 중 3위에 그쳐     플레이오프에서 삼성 라이온즈에게 0승 3패로 져 최종 순위는 3위가 되었고, 큰경기에 강하다는 막연한 자신감에 도취되어 경기를 이틀 앞두고도 유흥가를 얼씬거린 데다 3경기 모두 구원투수 투입에 실패한 것이 컸으며 조계현이 13선발승(김성길과 공동 2위), 1986년 이후(17선발승으로 1위) 3년 연속 한자릿수 선발승에 머물렀던 선동열이 4년 만에 두자릿수 선발승(11선발승)을 거두었지만 전년도 15선발승으로 박정현과 최다 선발승 타이틀을 차지한 이강철이 연봉 파동에 따른 구위 상실 탓인지  9선발승으로 추락한 데다 김정수(4선발승) 신동수(4선발승) 이광우(2구원승) 문희수(0승) 등 대부분 투수들이 부진하거나 부상을 당해 부침을 겪었던 것이 컸다.
하지만 선동열이 전년도에 이어 이 해 6완봉/8완투(75%)로 1993년 이전까지 2완봉 이상/2완투 이상 비율 최고 타이 기록을 세우기도 했다.

## 타이틀
- KBO MVP: 선동열
- KBO 골든글러브: 선동열 (투수), 한대화 (3루수), 이호성 (외야수)
- 올스타 선발: 선동열 (투수), 김성한 (1루수), 백인수 (2루수), 한대화 (3루수), 김종모 (외야수), 박철우 (지명타자)
- 올스타전 추천선수: 조계현, 이강철, 정회열, 이순철
- 컴투스프로야구 KIA 타이거즈 베스트 라인업: 한대화 (3루수)
- 컴투스프로야구 90년대 해태 타이거즈 라인업: 한대화 (3루수)
- 컴투스프로야구 나때는 말이야 라인업: 한대화 (3루수)
- 컴투스프로야구 선정 대를 이은 야구선수들 라인업: 박철우
- WAR: 선동열 (9.50)
- 공격 WAR: 한대화 (6.90)
- 실질타석: 한대화 (493)
- 볼넷: 한대화 (76)
- 고의4구: 박철우 (10)
- 희생타: 윤재호 (20)
- 타율: 한대화 (0.335)
- 출루율: 한대화 (0.432)
- 완투: 조계현, 이강철 (10)
- 완봉: 선동열 (6)
- 다승: 선동열 (22)(11선발승으로 박정현과 선발승 공동 4위)
- 이닝: 이강철 (220.2)
- 상대한 타자 수: 이강철 (894)
- 탈삼진: 선동열 (189)
- 평균자책점: 선동열 (1.13)
- 승률: 선동열 (0.786)

### 퓨처스리그
- 이닝: 김형택 (114.2)
- 상대한 타자 수: 김형택 (532)

## 선수단
- 선발투수 : 이강철, 조계현, 김정수
- 구원투수 : 신동수, 문희수, 최향남, 이광우
- 마무리투수 : 선동열, 송유석, 강대성, 서정필, 최태영, 강태원
- 포수 : 정회열, 장채근, 박병호
- 1루수 : 김성한
- 2루수 : 백인수, 문승훈, 김태완, 조충열
- 유격수 : 윤재호
- 3루수 : 한대화, 홍현우
- 좌익수 : 이호성, 이건열
- 중견수 : 이순철, 김성규
- 우익수 : 김종모, 조재환
- 지명타자 : 박철우, 이경복, 김병두, 박현수, 조찬관, 정성훈, 양민석

## 여담
- 정회열은 7월 21일 경기에서 KBO 리그 사상 첫 2타점 희생플라이를 쳤다.
- 팀은 시범경기에서 한 경기도 이기지 못했다.
- 선동열은 이 시즌에 구단 사상 최초로 해태 타이거즈 소속으로 통산 1000이닝을 달성했다.
- 김성한은 KBO 리그 사상 최초로 통산 100홈런-100도루를 달성했다.
- 선동열은 KBO 리그 역대 마무리투수 단일 시즌 최고 WAR 기록을 세웠다.
- 팀은 플레이오프에서 삼성 라이온즈에게 업셋을 당했는데, 이는 KBO 플레이오프 역대 1호 피업셋이다. 또한 이 시즌은 해태 타이거즈가 포스트시즌에 진출한 시즌 중 처음으로 한국시리즈 우승에 실패한 시즌이기도 하다.
- 당시 만 18세였던 홍현우는 1982년 박종호에 이어 포스트시즌에 출전한 2번째 만 18세 타자가 되었으며, 포스트시즌에서 타석을 소화한 것은 만 18세 타자 중 최초였다.
- 홍현우는 이 시즌 KBO 리그 역대 10대 타자 최초로 포스트시즌에 홈런을 쳤다.
- 팀은 완봉 14회로 KBO 리그 역대 단일 시즌 팀 최다 완봉 기록을 세웠다.
- 김형택은 KBO 퓨처스리그 사상 최초로 통산 100이닝, 10패를 기록했다.
- 조충열은 이 시즌을 끝으로 은퇴하여 구단 사상 통산 최저 WAR(-3.07) 기록을 세웠다.
- 강태원은 이 시즌까지 통산 구원 WAR -1.14로 KBO 리그 역대 10대 투수 최저 기록을 세웠다.